# Cuitlauzina egertonii
Cuitlauzina egertonii es una especie de orquídea epifita. Es originaria de México hasta Colombia.

## Descripción
Es una planta herbácea con pseudobulbos de hasta 5 cm de largo y 2 cm de ancho que producen dos hojas de hasta 25 cm de largo y 1 cm de ancho, acuminadas. La inflorescencia es más corta que las hojas, y llevan 2–4 flores, tienen un pedúnculo de hasta 15 cm de largo, comprimido, la bráctea floral es ovada, de hasta 6 mm de largo, aguda, las flores son de color  blanco brillantes; el sépalo dorsal es de 7 mm de largo y 4 mm de ancho, agudo, los sépalos laterales de 8 mm de largo y 6 mm de ancho, adnados formando una lámina bífida corta y ovada; los pétalos tienen 8 mm de largo y 6 mm de ancho y son agudos; el labelo es oblongo-cuadrado, de 9 mm de largo y 6 mm de ancho, ligeramente contraído en el centro, con bordes ligeramente ondeados y crenulados, el ápice truncado y ligeramente retuso con un apículo en el seno, disco con un callo suborbicular de 4 mm de largo, con carinas laterales apicalmente encorvadas y terminando en 2 dientes, desde la base de estos dientes se levantan 2 carinas más bajas que se unen cerca de la base del labelo donde forman un diente erecto.

## Distribución y hábitat
Se distribuye por México, Costa Rica, Guatemala, Panamá, Colombia y en Nicaragua donde  se conoce una  sola colección que se encuentra en los bosques húmedos de Nueva Segovia en alturas de 1450 metros. La floración se produce en enero.

## Taxonomía
Cuitlauzina egertonii fue descrita por (Lindl.) M.W.Chase & N.H.Williams y publicado en Selbyana 24(1): 44. 2003.
Etimología
Cuitlauzina: nombre genérico otorgado en honor de Cuitlahuazin un caudillo mexicano hermano de Moctezuma.
egertonii: epíteto otorgado en honor de Egerton un entusiasta inglés de las orquídeas en los años 1800.
Sinónimos
- Odontoglossum egertonii Lindl., Edwards's Bot. Reg. 31(Misc.): 50 (1845).
- Oncidium egertonii (Lindl.) Beer, Prakt. Stud. Orchid.: 285 (1854).
- Osmoglossum egertonii (Lindl.) Schltr., Repert. Spec. Nov. Regni Veg. Beih. 17: 79 (1922).
- Odontoglossum candidum Linden & André, Ill. Hort. 22: 58 (1875).
- Osmoglossum acuminatum Schltr., Repert. Spec. Nov. Regni Veg. Beih. 17: 97 (1922).
- Osmoglossum anceps Schltr., Repert. Spec. Nov. Regni Veg. Beih. 19: 147 (1923).
- Osmoglossum candidum (Linden & André) Garay, Bot. Mus. Leafl. 26: 28 (1978).
- Osmoglossum dubium S.Rosillo, Orquídea (Mexico City), n.s., 9: 85 (1983).[1]